# Fairchild Dornier 328JET
Fairchild-Dornier 328JET je dvomotorno reaktivno regionalno potniško letalo. Letalo je bazirano na turbopropelerskem Dornier 328. 
Letalo 328 je načrtovalo in proizvajalo nemško podjetje Dornier Luftfahrt GmbH. Leta 1996 je Dornierja kupil ameriški Fairchild Aircraft. Skupno podjetje Fairchild Dornier je nadaljevalo s proizvodnjo v kraju Oberpfaffenhofen, Nemčija.
Fairchild-Dornier je predelal turbopropelersko letalo 328 v turboventilatorsko verzijo 328JET. 328JET je imel enako kabino kot 328.  Prodaja 328JET je bila majhna s samo 83 prodanimi letali. Predlagan podaljšana različica bi se imenovala 428JET.
Majhna prodaja letala ni zagotovila sredstev da bi Fairchild-Dornier financiral razvoj novih letal. 328JET je bilo zadnje Dornierjevo komercialno letalo pred bankrotom. Potem je ameriško podjetje AvCraft Aviation kupilo pravice za obe različici 328 in 428JET.  AvCraft naj bi nadaljeval s proizvodnjo, vendar je tudi on leta 2005 bankrotiral.

## Tehnične specifikacije (Dornier 328JET)
- Posadka: 3
- Kapaciteta: 32 do 34 potnikov, največja teža tovora 3 500 kg (7 700 lb)
- Dolžina: 21,28 m (69 ft 10 in)
- Razpon kril: 20,98 m (68 ft 10 in)
- Višina: 7,24 m (23 ft 9 in)
- Površina kril: 40,0 m2 (431 sq ft)
- Prazna teža: 13 070 kg (28 814 lb)
- Maks. vzletna teža: 15 660 kg (34 524 lb)
- Motorji: 2 × Pratt & Whitney  Canada PW306BL , 26,9 kN (6 000 lbf) vsak

- Potovalna hitrost: 750 km/h (466 mph; 405 kn)
- Dolet: 3 705 km (2 302 mi; 2 001 nmi) z opcijski tanki za dolg dolet
- Višina leta (servisna): 10 668 m (35 000 ft)